# Chiesa di San Bartolomeo a Faltignano
La chiesa di San Bartolomeo è un edificio sacro situato in località Faltignano, nel comune di San Casciano in Val di Pesa.

## Storia
Nelle antiche carte è chiamata San Bartolomeo al Cigliano o anche San Bartolomeo a Petriolo.
È ricordata fin dal XII secolo ed il suo patronato apparteneva alla Collegiata di San Lorenzo di Firenze come conferma un documento di Papa Alessandro III datato 28 novembre 1177; questo patronato venne confermato sia da Papa Celestino III nel 1191 che da Papa Onorio III nel 1225.
Si conoscono i rettori che si succedettero alla guida della chiesa nel corso del XIII secolo. I rettori furono Bongiannino Boninsegne che si impegnò a pagare all'esercito fiorentino 15 staia di grano in data 9 agosto 1260; Nato Diotisalvi, che dal 1278 divenne rettore anche della chiesa di santo Stefano a Petriolo; Lamberto che in data 3 aprile 1286 risulta presente al Sinodo fiorentino e, il 14 giugno 1291 risulta fittavolo del Vescovo; infine Bonaventura che risulta rettore il 2 dicembre 1310.
La chiesa viene nominata anche nelle Rationes Decimarum del periodo compreso tra il 1295 e il 1304, tra le chiese incapaci di pagare, ma non esenti, dalle decime pontificie. Il patronato della chiesa passò allo Spedale di Santa Maria Nuova in data 10 gennaio 1376.
L'edificio venne restaurato nel 1732 da Bernardo Marchiani, evento ricordato da un'iscrizione sull'architrave del portale. Nel 1758 il patronato della chiesa passò allo spedale di San Paolo.

Nel terremoto del 18 maggio 1895 l'edificio venne gravemente danneggiato dal terremoto e nei diari del parroco l'evento è così riportato: 
È stata soppressa nel 1974 e il suo popolo è stato annesso alla chiesa di San Donato a Chiesanuova che in precedenza era stata un suo oratorio.

## Architettura
La chiesa è a navata unica conclusa in origine da una scarsella mentre la facciata era aperta da una finestra circolare che oggi risulta tamponata.
La chiesa è stata restaurata più volte nel corso dei secoli e ora appare nella veste conferitole dopo gli ultimi restauri effettuati alla fine dell'Ottocento e architettonicamente non presenta particolari emergenze.
Del periodo romanico restano solo la parte basale della fiancata nord, realizzata con conci di alberese disposti a filaretto. La parte superiore e la facciata è stata realizzata rimontando usando i materiali originari.
In essa erano poste due opere d'arte di notevole interesse: dietro l'altare maggiore era posta una Madonna in Trono con ai lati San Bartolomeo e Santo Stefano del Maestro di Marradi; mentre sull'altare di sinistra era posta la tavola di Giovanni del Biondo raffigurante Sant'Andrea Apostolo ; oggi entrambe le tele sono conservate nella Chiesa di San Donato a Chiesanuova.